# Ленинизм

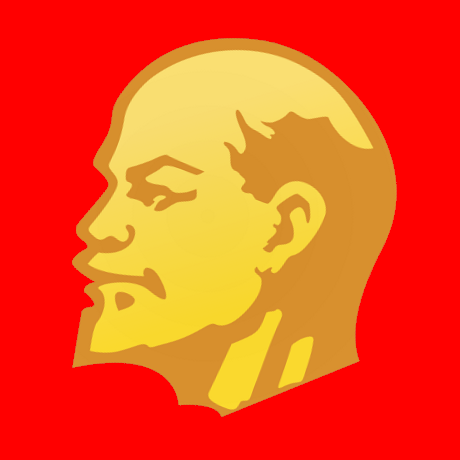
Профиль В. И. Ульянова-Ленина с логотипа КПСС

Ленини́зм — левое философское, политическое и социально-экономическое учение, основанное на политических взглядах Владимира Ленина о строительстве коммунизма через социализм, развитие марксизма.
Как политологический термин ленинская теория пролетарской революции вошла в обиход на V конгрессе Коммунистического Интернационала (1924), когда Григорий Зиновьев применил термин «ленинизм» для обозначения «авангардно-партийной революции». С ленинизмом самоотождествляют себя такие противостоящие друг другу направления, как троцкизм, сталинизм, маоизм, ходжаизм и бордигизм.

## Революционная деятельность и установление новой правящей элиты
Программа КПСС ориентировочно устанавливала 1980 год как срок построения коммунистического, то есть бесклассового общества в СССР. Переходным режимом должен был стать социализм, в котором нет эксплуататорских классов. По Ленину государство необходимо пролетариату для «подавления сопротивления» классовых врагов. По Сталину социалистическое государство имеет хозяйственно-организаторскую и культурно-воспитательную функцию, а также охраняет социалистическую собственность и осуществляет военную защиту страны от капиталистического окружения. По Марксу, пролетариату нужно лишь отмирающее государство, то есть государство устроенное таким образом, чтобы оно немедленно начало отмирать и не могло не отмирать. Советское государство было устроено не так. Капиталистические государства, по сравнению с советским государством, были слабыми государствами. В капиталистических государствах всё частное: земля, заводы, фирмы, банки, дома, магазины, газеты и так далее. В СССР государству принадлежит всё. В капиталистических странах народ выбирает какая партия будет формировать правительство. В советском государстве граждане знают своё место, привыкли к полной зависимости от всесильного государства и боятся ненароком попасть под его тяжелую и всегда карающую руку. Имеется противоречия между ленинским теорией государства, где государство это машина для подавления господствующим классом других классов, и сталинской теорией государства.
В 1936 году Сталин провозгласил, что в Советском Союзе создано социалистическое общество, общество без антагонистических классов, которое состоит из двух дружественных классов — рабочих и крестьян и рекрутируемой из них прослойки интеллигенции. В советском государстве руководящей силой был провозглашён рабочий класс. В реальности в прослойке советской интеллигенции существовал особый «отряд» управляющих — правящая элита советского общества, по отношению к которой остальные классы были «управляемыми» (согласно советской литературе) или «угнетаемыми» (по марксистко-энгельсовской теории). В разных странах уже в 1920-х годах стал подниматься вопрос о том, что в СССР возник новый господствующий класс. Подходит ли социальная группа «управляющих» в СССР под определение класса? В полном соответствии с ленинским определением класса, группа «управляющих» это большая группа людей, отличающаяся от других групп по своему господствующему месту в исторически определенной   системе   общественного   производства,   тем   самым по отношению к средствам производства, по своей организующей роли в общественной организации труда, а следовательно, по способу получения и размерам той непомерной доли общественного богатства, которой она располагает. Группа «управляющих» целиком подходит под ленинское определение класса, причем класса господствующего. В советском государстве было много тайн, но самой главной тайной являлось антагонистическое, классовое советское общество.
Ленин в 1923 году, чувствуя приближение конца и окидывая взором пройденный путь, коротко напишет: «..для меня всегда была важна практическая цель». Эти лаконичные, но исключительно точные по содержанию слова дают ключ к пониманию роли Ленина и ленинизма. Ленин относился к марксизму не как к истине, а как к учению, которое можно сделать идеологией революции. Ленин уже на начальном этапе своего политического пути, когда считал нужным, без колебаний шёл вразрез с марксистской теорией, хотя и молчал об этом. Для Ленина марксизм был инструментом пролетарской революции. Ленин проводит создание "партии нового типа", марксизм он превращает в догму для использования этой теории для нужных Ленину действий. Далее он выдвинул требование «привнесения» в рабочий класс социалистического сознания извне. Ленин поставил задачу перед революционной партией внести в стихийное рабочее движение социалистические идеалы и слить стихийное рабочее движение с деятельностью революционной партии. Рабочее движение должно было стать придатком партии. Таким образом члены партии должны были убедить рабочих, что интересом рабочего класса является победа революционной партии, после чего рабочим гарантируется, что для них польются молочные реки в кисельных берегах, а члены правящей партии будут прозябать на гроши и работать днём и ночью во имя интересов рабочих. Рабочие на тот момент не осознавали, что после достижения победы польются реки их крови. Ленин прямо прямо пишет об использовании рабочего класса в качестве ударной силы для завоевания власти другим социальным слоем. Партия, декларирующая себя как рабочей, должна была состоять из профессиональных революционеров. Партия созданная за борьбу за широкую демократию не должна была быть демократичной. Партии требовались деньги, одним из их источником были вооруженные ограбления банков. Крупные суммы жертвовали на пролетарскую революцию частные капиталисты и буржуазия.

## Советские интерпретации и оценки

### Возникновение термина
В период 1892—1893 годов взгляды Ленина под сильным влиянием работ Плеханова медленно эволюционировали от народовольческих к социал-демократическим. При этом он уже в 1893 году разработал новую на тот момент доктрину, объявившую современную ему Россию, в которой четыре пятых населения составляло крестьянство, «капиталистической» страной. Кредо ленинизма было окончательно сформулировано в 1894 году:

«Русский рабочий, поднявшись во главе всех демократических элементов, свалит абсолютизм и поведёт русский пролетариат (рядом с пролетариатом всех стран) прямой дорогой открытой политической борьбы к победоносной коммунистической революции».
В своей доктринальной части ленинизм соответствует большевизму, начало которому положил в 1903 году сам В. И. Ленин на II съезде РСДРП, и эти два понятия были не противопоставимы вплоть до 1922 года, то есть пока Ленин активно действовал как руководитель партии большевиков, и его трудами продолжали развиваться, по определению, и большевизм, и ленинизм.
Активно использоваться понятие «ленинизм» стало после ухода В. И. Ленина от дел по причине болезни (1922). С этого момента вожди РКП(б) часто употребляют его в своих публичных выступлениях на разных уровнях, вплоть до съездов и конгрессов. Так, например, на XII съезде РКП(б) (17—25 апреля 1923 г.) Н. И. Бухарин говорит:

Сущность ленинизма по национальному вопросу у нас заключается в первую очередь в борьбе с основным шовинизмом, который у нас есть, с великорусским шовинизмом

После смерти Ленина (январь 1924 года) одним из первых деятелей международного коммунистического движения, кто попытался дать научную формулу ленинизма, был венгерский философ-марксист Дьёрдь Лукач. В брошюре «Ленин. Исследовательский очерк о взаимосвязи его идей» (Вена, февраль 1924 года) Лукач уже ставит вопрос «о ленинизме как новой фазе в развитии материалистической диалектики». Обрисовав эволюцию марксизма и дополнив её фактами его ревизии, Лукач формулирует лемму:

Ленин был единственным, кто совершил этот шаг по пути конкретизации марксизма, приобретшего отныне совершенно практический характер. Вот почему он является единственным по настоящее время теоретиком, выдвинутым освободительной борьбой пролетариата, такого же всемирно-исторического масштаба, как Маркс.
которая затем кладётся в основу последующих определений ленинизма. Примерно в то же время «конспективное изложение основ ленинизма» пишет и И. В. Сталин, и в марте 1924 года оно выходит в виде брошюры «Об основах ленинизма». В этих лекциях Сталин дал определение ленинизма как марксизма эпохи империализма и пролетарской революции:31, как теории и тактики пролетарской революции вообще и диктатуры пролетариата в особенности, соединение русского революционного размаха с американской деловитостью.
На XIV съезде ВКП(б) вдова Ленина, Н. К. Крупская, взяв слово, сказала: «Я думаю, что тут неуместны крики о том, что то или иное — это истинный ленинизм», после чего по памяти сослалась на слова Ленина:

В истории были случаи, что учения великих революционеров искажались после их смерти. Из них делали безвредные иконы, но, представляя их имени почёт, притупляли революционное острие их учения
призвав после этого «не покрывать те или другие наши взгляды кличкой ленинизма».
На XIII съезде партии (23—31 мая 1924 г.) было решено ввести ленинизм в преподавание всех общественных дисциплин, съезд принял решение о создании Института Ленина и о публикации его ПСС:31.
Выделению в истории марксистской философии ленинского этапа как новой, высшей ступени в развитии диалектического материализма, оформившемуся в середине 1920-х годов, способствовали работы Адоратского, Быстрянского, Невского, И. П. Разумовского, Троицкого, Ярославского:34.

### Советские интерпретации
Восходящее к И. В. Сталину и распространённое в научной литературе определение

Ленинизм есть марксизм эпохи империализма и пролетарской революции. Точнее: ленинизм есть теория и тактика пролетарской революции вообще, теория и тактика диктатуры пролетариата в особенности.
  подразумевает, что:
1. теоретические корни ленинизма лежат в марксизме;
2. зародился он в эпоху, когда резко ускорившееся развитие капитализма сопровождалось грандиозными социальными потрясениями, вплоть до революционного свержения прежнего строя;
3. ленинизм при этом есть не повторение марксизма, а его развитие, учитывающее изменения, произошедшие после смерти К. Маркса и Ф. Энгельса[30].

Факт, что успешная социалистическая революция свершилась не в самой развитой индустриальной державе, как полагали классики марксизма, а в крестьянской стране, относится к практической, доктринальной части марксизма и ленинизма, не исчерпывая всех аспектов соотношения обоих учений. Теоретическая основа ленинизма и марксизма — материалистическая диалектика, что означает их тождество по существу.
Работая в русле марксизма, В. И. Ленин не только использовал тезисы, ранее сформулированные Марксом, но и дополнил учение марксизма своими философскими работами: «Материализм и эмпириокритицизм», «О значении воинствующего материализма». В частности, Ленин развил материалистическое понимание философии Гегеля и дал критику философии эмпириокритицизма (махизма), неокантианства и прагматизма. Он также отграничил диалектический материализм от ряда учений, развивавшихся вне марксизма: в частности, от сенсуализма, наивного реализма, релятивизма, а также от вульгарного материализма.
В области понимания общественных явлений Ленин восстановил единство естественно-научного материализма с материализмом историческим, то есть единство между диалектическим пониманием природы и диалектическим пониманием общественного развития, то есть истории. Настаивая на единстве диалектическо-материалистического понимания, Ленин показал, что диалектический материализм есть методология исследования и природных, и общественных явлений, конкретизируясь для последних как исторический материализм, требуя от диалектиков, чтобы они следили за развитием естественных наук.
Б. И. Горев в статье «Российские корни ленинизма» отмечает:

 Ленин не только всем существом своим усвоил глубоко революционную теорию Маркса. Он не только использовал заново весь огромный опыт европейской классовой борьбы. Он в то же время впитал в себя все традиции и настроения героической эпохи русского революционного движения… Ленинизм — это революционный марксизм, из европейского ставший всемирным, ибо всемирным стало и господство капитала. Ленинизм, наконец, — это марксизм эпохи разлагающегося империализма, социальных бурь и потрясений:35.
И. И. Скворцов-Степанов, подчёркивая, что ленинизм сформировался на основе марксизма и является его дальнейшим творческим развитием, писал:

Ленин, живший в более позднюю империалистическую эпоху экономического развития мира, которая непосредственно упиралась в социалистический переворот, вплотную подошёл к нему, дал глубокое и всестороннее развитие мыслям Маркса и блестящий образец их практического понимания… Марксизм, до конца выработавший теорию классовой борьбы на её решающих, заключительных ступенях и давший практическое применение этой теории, становится ленинизмом:35.
Институт марксизма-ленинизма при ЦК КПСС давал ленинизму следующее определение:

 Ленинизм — новый, высший этап марксизма, творческое его развитие в новых исторических условиях, в условиях империализма и пролетарских революций, перехода человечества от капитализма к социализму и коммунизму … Ленинский этап в развитии революционной теории — это марксизм XX века, марксизм современной эпохи. Ленинский этап не ограничивается периодом жизни Ленина, этот этап непрерывно продолжается теоретической деятельностью КПСС и братских партий, воплощается в программных установках мирового коммунистического движения.
На сегодняшний день ленинизм является одновременно и учением, как логически взаимосвязанной системой категорий и совокупностью умозаключений, отражающих объективно существующие отношения и связи между явлениями объективной реальности, так и доктриной, то есть, целеполагающим изложением практических шагов по проведению в жизнь политики, основанной на соответствующей теории.
- Империализм — высшая и последняя стадия капитализма.
- Революции раньше всего произойдут в «слабых звеньях», то есть в неразвитых странах.
- Для победы революции должен сложиться союз рабочих и крестьян, с руководящей ролью у первых[источник не указан 3593 дня].
- Диктатура пролетариата осуществляется под руководством партии революционного авангарда.

### Сталин о ленинизме
Источником сталинского видения ленинизма является материал «Об основах ленинизма» (подзаголовок: лекции, читанные в Свердловском университете).
Сталин утверждает, что «ленинизм есть явление интернациональное, имеющее корни во всём международном развитии, а не только русское».
Равным образом в этой же работе Сталин представил и как «русское явление», и как одну из мировых социал-демократических тенденций «теорию преклонения перед стихийностью» — в числе тех, которым ленинизм противостоит. Говоря об особом «стиле Ленина в работе», Сталин утверждал:
Ленинизм есть теоретическая и практическая школа, вырабатывающая особый тип партийного и государственного работника, создающая особый, ленинский стиль в работе.
В чём состоят характерные черты этого стиля? Каковы его особенности?
Этих особенностей две:
а) русский революционный размах и
б) американская деловитость.

Стиль ленинизма состоит в соединении этих двух особенностей в партийной и государственной работе. 
Эти лекции преимущественно посвящены теории революционной борьбы.
Бесспорной заслугой Сталина советские историки называли раскрытие роли ленинизма как следующей ступени в развитии марксизма.

### Ленинская теория войны
Ленин утверждал, что капитализм «неизбежно» ведет к войне, но эта мысль пришла к нему ему только в разгар Первой мировой войны. Поскольку в 1914 г. все ведущие державы были капиталистическими, очевидно, капитализм «привел» к Первой мировой войне; но столь же очевидно, что он «привел» и к предшествовавшему ей периоду мира. По мнению британского историка Алана Тейлора, это было еще одно общее объяснение, которое объясняло всё и ничего.

## Некоторые исторические оценки
Дж. М. Кейнс характеризовал ленинизм как «странную комбинацию двух вещей, которые европейцы на протяжении нескольких столетий помещают в разных уголках своей души — религии и бизнеса». По Кейнсу, ленинизм является теорией «которую необходимо принимать как Библию — вне и выше всякой критики, — но которая похожа на устаревший учебник по экономике,
не просто научно неправильный, но читаемый без всякого интереса и к современному миру неприменимый».
Историк конца XX века Анатолий Латышев характеризовал ленинизм как «геноцид против собственного народа, проводимый большевистской партией»:331 и полагал, что одной из основ ленинизма являлся принцип: «чтобы спасти одних, нужно погубить других». Как доказательство этой точки зрения А. Латышев привёл цитату из указания Ленина членам Совета обороны РСФСР от 1 февраля 1920 года, когда вопрос продовольственного снабжения населения Советской России в условиях военного коммунизма стоял чрезвычайно остро: «1. Наличный хлебный паёк уменьшить для неработающих по транспорту; увеличить для работающих. Пусть погибнут ещё тысячи, но страна будет спасена».
Согласно соцопросам Левада-Центра, в 2010 году утверждение «Память о Ленине сохранится в истории, но никто уже не пойдёт по его пути» поддержали 29 % россиян, в 2008 году — каждый третий россиянин (35 %), а в 1998 году — почти половина (44 %).

## Критика
Добровольный переход на рыночную экономику, это добровольный отказ от результатов революционного восстания или по другому, не имея теоретической базы для изменения рыночной экономики нет смысла устраивать восстание, как показал опыт всех революций и именно по этому Маркс написал работу про экономику, а если оправдываясь говорить о «случайности» буржуазного права в марксизме, то значит не полностью понимать разделение между гражданским буржуазным правом и экономической системой капитализма и следующим шагом станет невольный переход к рыночной экономике, пусть даже в форме госкапитализма по теории ленинизма.
В. И. Ленин: «На самом же деле остатки старого в новом показывает нам жизнь на каждом шагу, и в природе и в обществе. И Маркс не произвольно всунул кусочек „буржуазного“ права в коммунизм, а взял то, что экономически и политически неизбежно в обществе, выходящем из недр капитализма.»

## Критика и западная интерпретация
Среди марксистов не было однозначной оценки философского наследия Ленина: так, в то время как известный философ-неомарксист Луи Алютюссер говорил о его значении в тексте «Ленин и философия», резкими критиками ленинизма в философии были «ультралевые» Антон Паннекук и Карл Корш. Комментируя философские взгляды Ленина, Альтюссер писал, чтобы познать себя через теорию, философия должна признать: она не что иное, как замещение политики, своего рода продолжение политики, своего рода пережёвывание политики — и выясняется, что первым об этом сказал Ленин. Паннекук выступил против основной философской работы Ленина «Материализм и эмпириокритицизм», противопоставив исторический материализм Маркса взглядам Ленина, охарактеризовав последние как материализм буржуазной эпохи: «Старый буржуазный материализм опирается на естествознание, рассматривающее в абстракции от практики природу как нечто внешнее сознанию и данное только посредством чувственного созерцания»; Ленин «отождествляет понятие природы и материи, каковую он рассматривает как объективную, независимо от человека существующую реальность». Эрих Фромм считал, что ленинская интерпретация марксизма была в первую очередь обусловлена господством позитивизма и механицизма.
Славой Жижек говорит о «величии» Ленина в «осознании необходимости одновременного осмысления политического
и экономического измерений общественного целого или, скорее, вхождения политического в экономическое», но при этом выступал и её критиком: «Ленинизм, по Жижеку, следовательно, и есть мысль Ленина, помысленная (понятая) в свете её возможностей... недомыслие Ленина открывает, согласно Жижеку, возможности и содержит свою линию развертывания. <...> Вырождение ленинской мысли происходит именно из-за неспособности самого Ленина мыслить единство экономики и политики, а соответственно, мыслить (революционное) Событие в разрыве Бытия и само Бытие как разорванное, "треснувшее"...  сталинизм и диамат и есть реализованная ленинская мысль». По Жижеку, вырождение «недомыслия» Ленина происходило в кристаллизации советского марксизма начиная с Абрама Деборина как «своеобразной версии восходящей к Пармениду философии "сплошного", не имеющего
частей и расколов, Бытия», которое он противопоставляет его преодолению в развитии «подлинного» ленинизма. Как пример такого ленинизма Жижек приводил работу Дьёрдя Лукача «История и классовое сознание».